# Acrochordonichthys
Acrochordonichthys is een geslacht van straalvinnige vissen uit de familie van de meervallen (Akysidae).

## Soorten
- Acrochordonichthys chamaeleon (Vaillant, 1902)
- Acrochordonichthys falcifer Ng & Ng, 2001
- Acrochordonichthys guttatus Ng & Ng, 2001
- Acrochordonichthys gyrinus Vidthayanon & Ng, 2003
- Acrochordonichthys ischnosoma Bleeker, 1858
- Acrochordonichthys mahakamensis Ng & Ng, 2001
- Acrochordonichthys rugosus (Bleeker, 1846)
- Acrochordonichthys septentrionalis Ng & Ng, 2001
- Acrochordonichthys strigosus Ng & Ng, 2001